# خناق دايتون
كان خَنَّاق دايتون أو دايتون سترانجلر قاتلًا متسلسلًا مجهول الهوية في أوائل القرن العشرين، وكان مسؤولاً عن مقتل خمس نساء ورجل واحد في دايتون بولاية أوهايو من عام 1900 إلى عام 1909. على الرغم من إلقاء القبض على العديد من المشتبه بهم، بما في ذلك شخص أدين ظلماً، إلا أن جرائم القتل لا تزال رسميًا دون حل حتى يومنا هذا.